# Pont Nou de París

El Pont Nou (en francès, Pont Neuf) de París és el més antic i també el més llarg de la ciutat (232 metres).

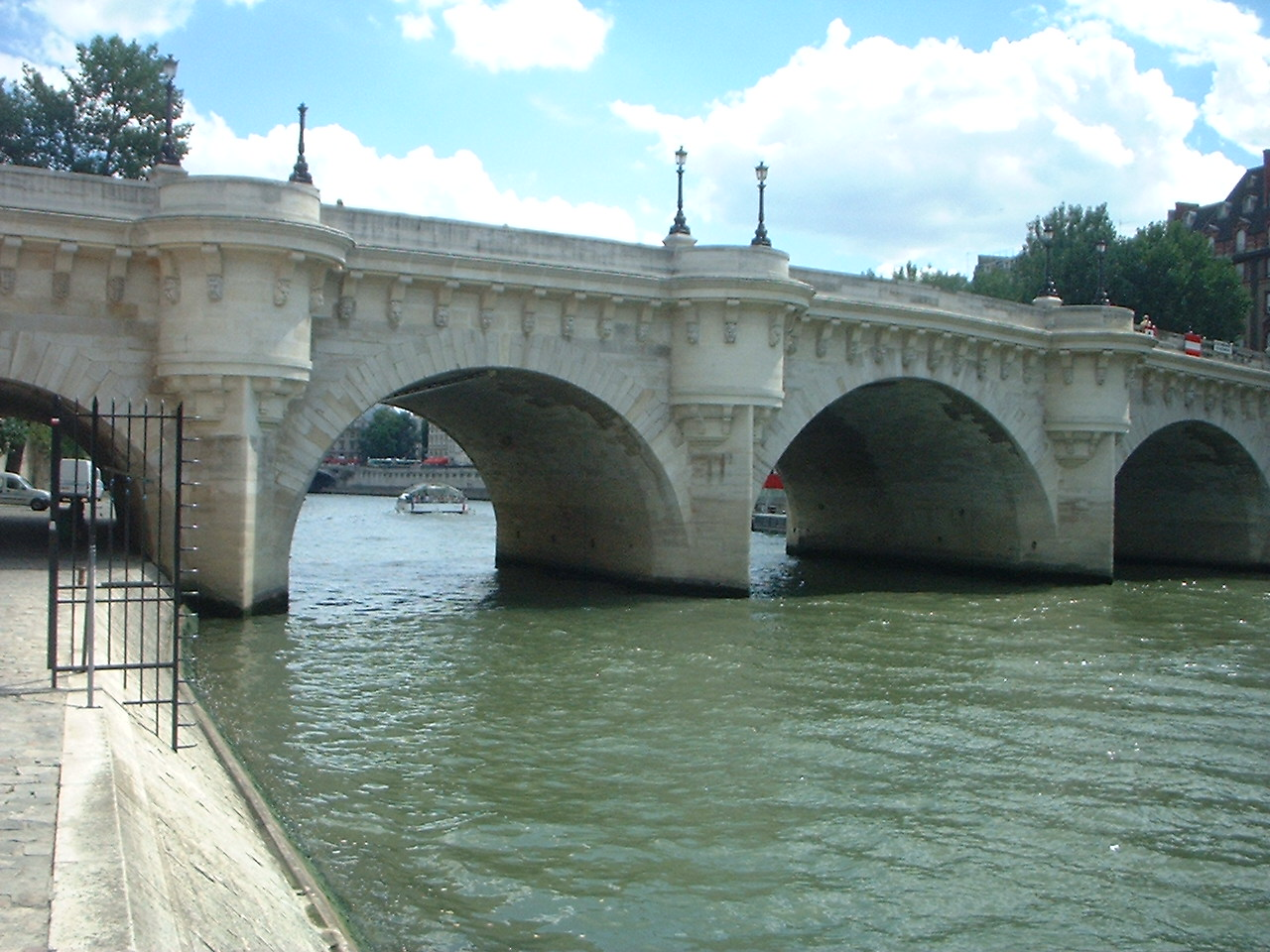
Pont Nou de París

El seu nom es deu al fet que va ser el primer pont de pedra que es va construir a París (els anteriors eren de fusta). És un pont en arc la construcció del qual es va decidir en 1577. El 2 de novembre d'aquest any, Enric III de França designa una comissió que seria l'encarregada de garantir la correcta construcció del pont així com de realitzar el seguiment dels treballs. Va encarregar a Claude Marcel, controlador general de finances, garantir la connexió entre el mateix rei i la comissió. La construcció va quedar autoritzada per carta real el 16 de març de 1578.
El 31 de maig de 1578, Enric IV va col·locar la primera pedra del Pont Neuf en presència de la reina mare Caterina de Mèdici i de la reina Lluïsa de Lorena. La construcció del pont es va realitzar sota els regnats d'Enric III i d'Enric IV, entre 1587 i 1607. L'obra es va retardar i els treballs es van suspendre durant deu anys, entre 1588 i 1598, per culpa de les guerres civils. En 1599, el mateix Enric IV de França va sol·licitar la represa de les obres que va encarregar a Guillaume Marchant i François Petit.
El 2 de gener de 1602, Enric IV va autoritzar la construcció d'una gran bomba d'aigua, coneguda com a "bomba de la samaritana", per proveir d'aigua als palaus del Louvre i de les Teuleries, així com al Jardí de les Teuleries. Va ser el primer pont de París que no estava cobert.
El 23 d'agost de 1614, quatre anys després de l'assassinat del rei, es va inaugurar una estàtua eqüestre d'Enric IV, encarregada a Giambologna per Maria de Mèdici que es va col·locar en un terraplè de l'Île de la Cité, entre els dos contraforts del pont. L'estàtua va quedar destruïda durant la Revolució Francesa i substituïda durant la Restauració per una nova estàtua, inaugurada el 1817, obra de l'escultor Lemot.

## Arquitectura

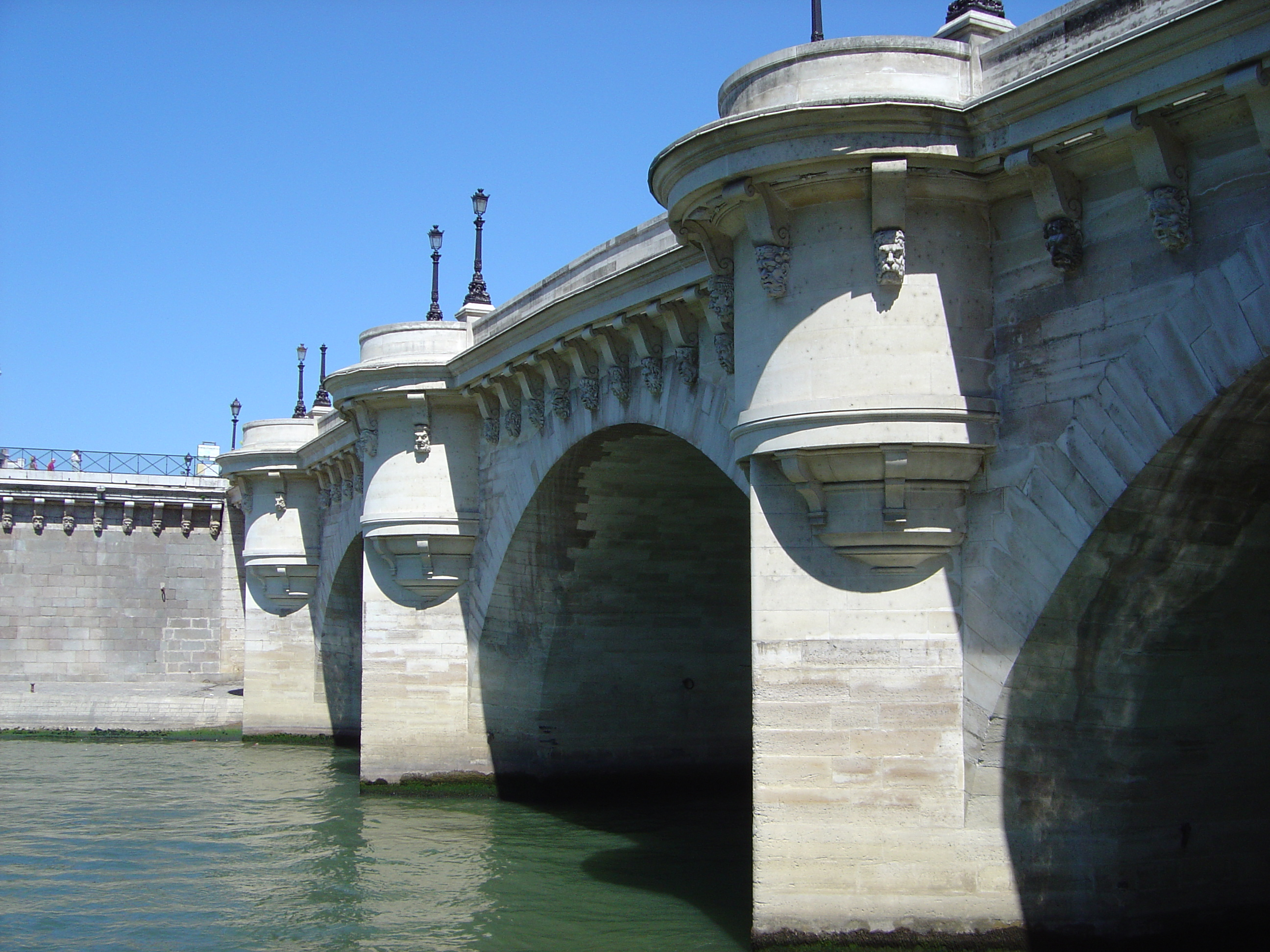
Detall dels mascarons tallats

Com la majoria dels ponts construïts en aquesta època, el Pont Neuf està compost d'una sèrie d'arcs curts. No obstant això, presenta diferències amb altres ponts parisencs. En primer lloc, és el primer pont que creua tota l'amplada del Sena, ja que connecta la riba esquerra, la riba dreta i la part més occidental de l'Île de la Cité.
A més, disposa de voreres per als vianants (les primeres de París) i de «balcons» en forma de semicercles sobre cadascuna de les columnes. En aquests «balcons», comerciants i artesans aprofitaven per vendre les seves mercaderies. Una altra de les novetats és l'absència d'habitatges en els seus límits. Finalment, és la primera vegada que es va decorar un pont amb una estàtua eqüestre.
Al llarg de la seva cornisa es troben 385 mascarons tallats per l'escultor francès Germain Pilon.